# Estadio Olímpico de La Cartuja
Estadio de La Cartuja sau "Estadio Olímpico" de Sevilla este un stadion multi-uz din Isla de la Cartuja în Sevilla, Spania. Cunoscut după numele său simplu 'la Cartuja', stadionul a fost construit în 1999 pentru Campionatul Mondial de Atletism din 1999 și are o capacitate de 57.619 de locuri. A fost stadionul gazdă în finala Cupei UEFA 2003 dintre Celtic și FC Porto.
Stadionul era inclus în candidatura Spaniei pentru Jocurile Olimpice de vară din 2004 și 2008. După ultimul eșec al Spaniei în a găzdui Olimpiada, stadionul a rămas nefolosit, întrucât ambele cluburi de fotbal majore ale Sevillei Real Betis și FC Sevilla utilizau propriile stadioane. Totuși, ambele și-au exprimat intenția de a se muta temporar pe La Cartuja în timpul reconstrucției stadioanelor lor.
Echipa națională de fotbal a Spaniei și-a jucat uneori meciurile de acasă pe acest stadion, și de asemenea el a mai găzduit o finală de Copa del Rey. Meciul de acasă a  lui Real Betis contra lui Villarreal din 31 martie 2007 de asemenea a avut loc aici din cauza penalizării temporare a arenei Manuel Ruiz de Lopera.
Federația Spaniolă de Tenis l-a ales de două ori pentru a găzdui finala Davis Cup, în 2004 și 2011.

## Meciuri internaționale
| Data              | Competiția               | Spania vs.    | Rezultat |
| ----------------- | ------------------------ | ------------- | -------- |
| 5 mai 1999        | Meci amical (inaugurare) | Croația       | 3-1      |
| 17 noiembrie 1999 | Meci amical              | Argentina     | 0-2      |
| 15 noiembrie 2000 | Meci amical              | Țările de Jos | 1-2      |
| 3 iunie 2012      | Meci amical              | China         | 1-0      |